# 90-talet
Den här artikeln handlar om det tionde årtiondet i den kristna tideräkningen, åren 90-99 e.Kr. För andra årtionden, som benämns 90-talet, se respektive århundrades artikel för detta, till exempel 1890-talet och 1990-talet.
90-talet var det tionde årtiondet e.Kr. Det började 1 januari 90 e.Kr. och slutade 31 december 99 e.Kr.

## Händelser
- 96 - Nerva blir romersk kejsare.
- Palatset på Palatinen fullbordas av kejsar Domitianus.

## Födda
- 90 – Klaudios Ptolemaios, grekisk astronom.
- 95 – Appianos, grekisk historiker.

## Avlidna

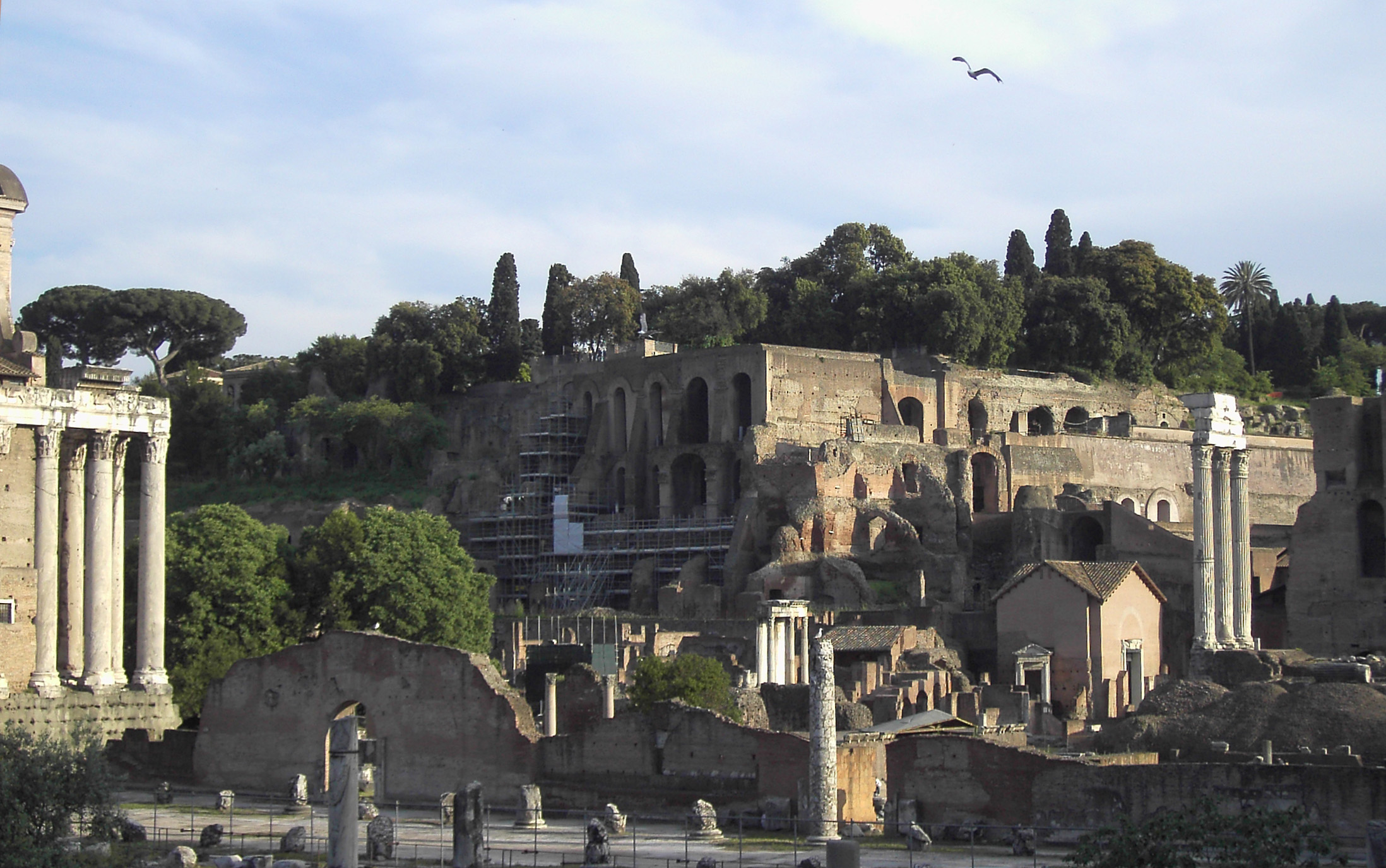
Palatset på Palatinen.

- 96 - Domitianus, romersk kejsare.